# Ф (слово ћирилице)
Слово Ф је двадесет и пето слово српске ћирилице.